# Hôtel de Coudenberg

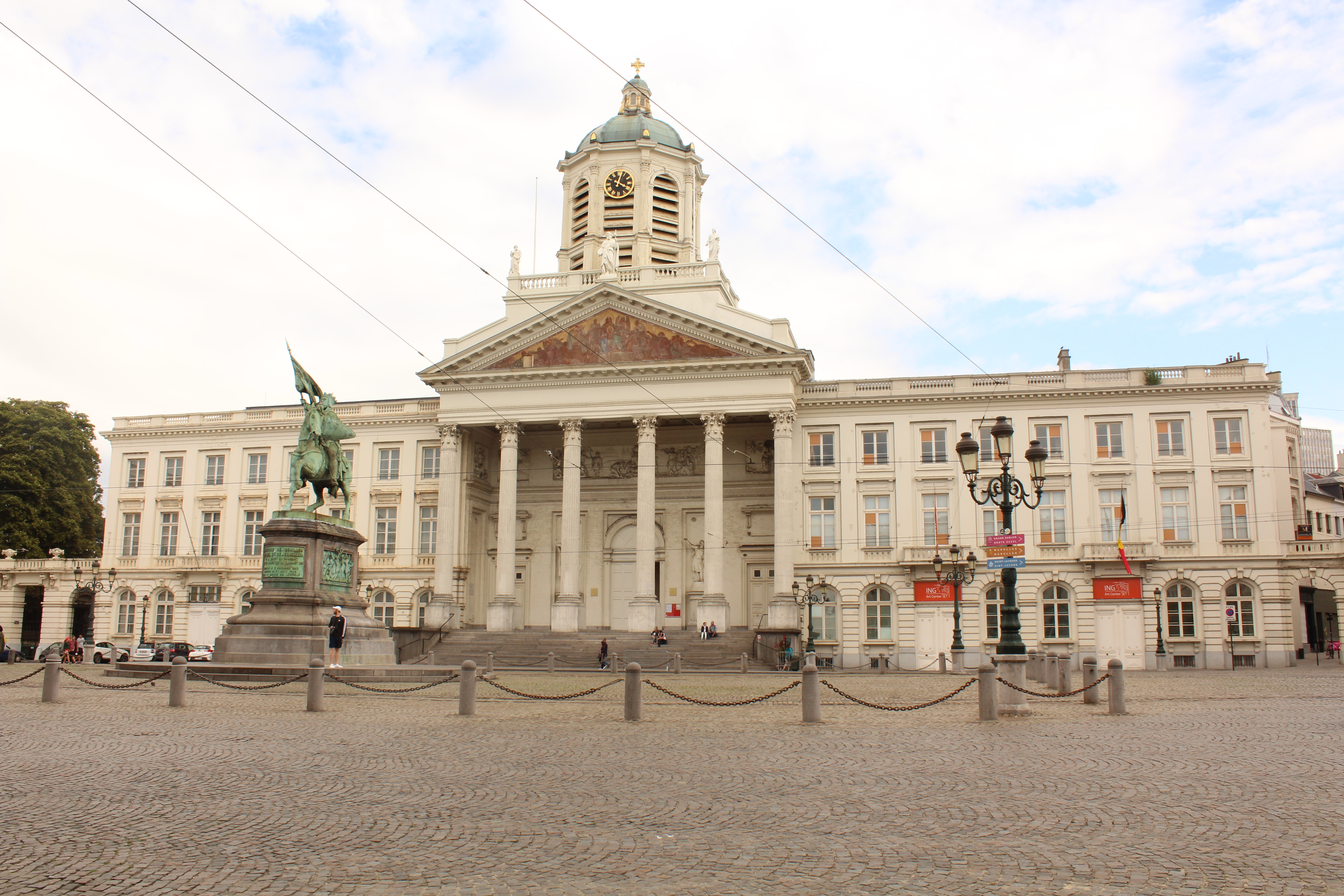
Het Hotel Coudenberg en de Sint-Jacob-op-Koudenbergkerk

Het Hôtel de Coudenberg (Nederlands: Hotel Coudenberg) is een geheel van twee neoclassicistische gebouwen aan het Koningsplein in de Belgische stad Brussel. Te midden van de gebouwen bevindt zich de Sint-Jacob-op-Koudenbergkerk.

## Geschiedenis
In 1731 verwoestte een grote brand het Paleis op de Koudenberg. De Oostenrijkse autoriteiten wilden op de locatie van het voormalige paleis een monumentaal plein bouwen, geïnspireerd op het Place Stanislas in Nancy in Nancy (1755) en het Place Royale in Reims (1759). Het project werd in 1774 goedgekeurd door keizerin Maria Theresia van Oostenrijk. In 1776 evolueerde het project naar een monumentaal stadsplan met acht paviljoens. Dit werd toevertrouwd aan de Franse architecten Jean-Benoît-Vincent Barré, die het basisontwerp bedacht, en Barnabé Guimard, die verantwoordelijk was voor de gedetailleerde plannen.
Het Hôtel de Coudenberg werd in 1776-1777 voor de abdij van Sint-Jakob op de Koudenberg gebouwd. De huizen werden getekend door Barré in 1775 met lichte wijzigingen door Guimard die een groot deel van de Koninklijke Wijk ontwierp.
Beide gebouwen zijn sinds 22 december 1951 beschermd.

### Koningsplein 5-6
Het gebouw aan de rechterzijde van de kerk (Koningsplein 5-6, Naamsestraat 2) werd vanaf aanvang verhuurd, maar uiteindelijk verkocht: nr. 6 in 1784 aan Ferdinand Rapedius de Berg en nr. 5 (herenhuis Le Noble) in 1788 bij openbare verkoop.
Nr. 5 stond in de tweede helft van de 19e en eerste helft van de 20e eeuw als de Taverne du Globe bekend. Rond 1888 en 1930 werden wijzigingen aangebracht. Nr. 6 werd rond 1920 verhoogd en in 1929 grotendeels heringericht naar ontwerp van Henry Lacoste, met vernieuwing van de achtergevel en uitbreiding met een achterbouw. Vanaf dan was de Banque de Commerce er gevestigd.
In 1949 werden beide panden samengevoegd en het interieur aangepast. In 1968 werd het gebouw verkocht aan de Bank van Brussel, die in 1975 met de Bank Lambert tot de Bank Brussel Lambert (BBL) fuseerde. In 1998 werd de BBL tot ING België omgevormd. De bank organiseerde er kunsttentoonstellingen en bracht er haar kunstcollectie onder. Later werd echter beslist alle kunstactiviteiten te centraliseren in de hoofdzetel van ING België aan de Marnixlaan. In november 2022 kocht de architectenfamilie Jaspers het gebouw.

### Koningsplein 7

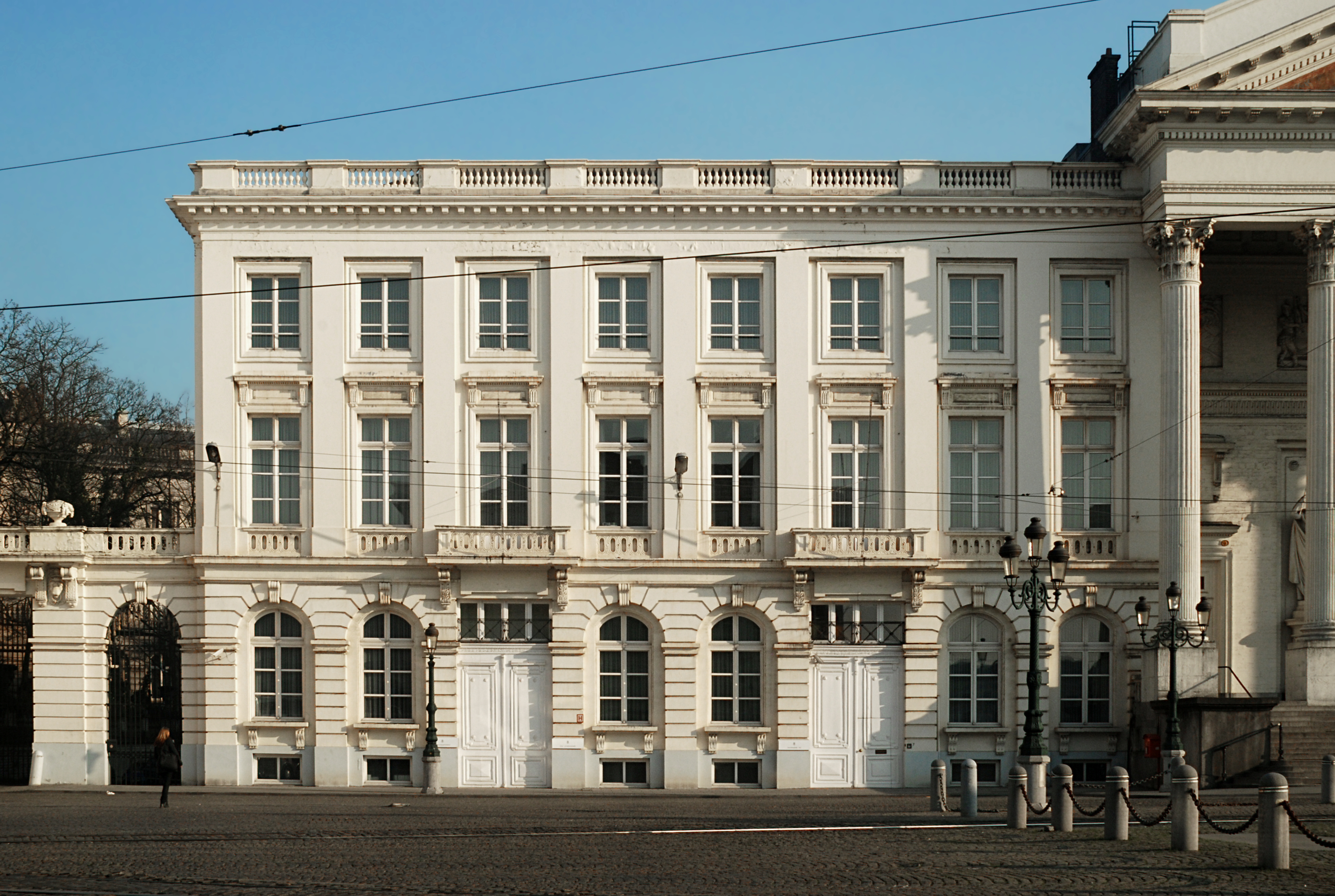
Koningsplein 7

Het gebouw aan de linkerzijde van de kerk (Koningsplein 7) ligt aan de Borgendaalgang en werd ook in twee herenhuizen opgedeeld. Het linkse werd in 1777 aan Louis-Ernest de Preud'homme d'Hailly de Nieuport verhuurd en het rechtse in 1778 aan Marie-Elisabeth de Tassilon de Terlinden. De abdij verkocht beide herenhuizen in 1783; het rechterpand werd het reizigershotel Hôtel de Flandre. Na de annexatie van het linkerpand en de afbraak van het achterliggende Hôtel d'Aligambe werd het in 1854 met een fraaie eetzaal vergroot. In 1864 volgde een verdere uitbreiding in noordoostelijke zijde aan de Borgendaalgang naar ontwerp van Charles-Émile Janlet. Verder werd in 1903 ook een wintertuin op de vroegere binnenplaats ingericht naar ontwerp van Arnold Bringolf-Hauser.
In 1924 kwam het gebouw in handen van de Belgische staat en werd het ministerie van Koloniën er ondergebracht. De wintertuin werd verbouwd en een mansardedak toegevoegd. Later vonden ook diensten van het ministerie van Buitenlandse Zaken, de Afrikaanse bibliotheek en het ministerie van het Brussels Gewest er onderdak. In het gebouw is sinds 1993 het Grondwettelijk Hof (tot 2007 Arbitragehof genoemd) gevestigd.